# Liangshui, Gansu
Liangshui (kinesiska: 两水) är en köping i nordvästra Kina. Den ligger i stadsdistriktet Wudu i staden Longnan i provinsen Gansu, omkring 300 kilometer söder om provinshuvudstaden Lanzhou. Antalet invånare är 27 281. Befolkningen består av 13 206 kvinnor och 14 075 män. Barn under 15 år utgör 18,0 %, vuxna 15-64 år 73 %, och äldre över 65 år 7,0 %.